# All I Ever Wanted (singel Basshuntera)
„All I Ever Wanted” – siódmy singel szwedzkiego muzyka Basshuntera, został stworzony na podstawie "Vi sitter i Ventrilo och spelar DotA".

## Lista utworów
- CD singel

1. „All I Ever Wanted” (Radio Edit) – 2:59
2. „All I Ever Wanted” (Extended Mix) – 5:25
3. „All I Ever Wanted” (Fonzerelli Remix) – 6:39
4. „Now You’re Gone” (Voodoo & Serano Remix) – 5:42

- Płyta gramofonowa

1. „All I Ever Wanted” (Radio Edit) – 3:03
2. „All I Ever Wanted” (Wideboys Electro Edit) – 6:02
3. „All I Ever Wanted” (DJ Alex Extended Mix) – 5:27
4. „All I Ever Wanted” (Fonzerelli Remix) – 6:40
5. „Now You’re Gone” (Voodoo & Serano Remix) – 5:42

## Teledysk
Teledysk został nakręcony w Maladze. Teledysk został wyreżyserowany przez Aleksa Herrona, a za produkcję odpowiadał Knut Inge Solbu. W teledysku zagrała między innymi Aylar Lie. Teledysk został opublikowany 30 maja 2008 roku.
Druga wersja teledysku zawiera sceny z udziałem Basshuntera.

## Pozycje na listach przebojów

### Listy tygodniowe
| BBC         | [ 4 ] |
| Digital Spy | [ 5 ] |

| Państwo/Region   | Lista (2008/2009/2010) | Najwyższa pozycja |
| ---------------- | ---------------------- | ----------------- |
| Irlandia         | Top 50 Singles         | 1                 |
| Wielka Brytania  | Top 100 Singles        | 2                 |
| Norwegia         | Top 20 Singles         | 3                 |
| Europa           | European Hot 100       | 10                |
| Austria          | Singles Top 75         | 15                |
| Nowa Zelandia    | Top 40 Singles         | 17                |
| Niemcy           | Top 100 Singles        | 35                |
| Belgia (Walonia) | Ultratop 40 Singles    | 36                |
| Szwajcaria       | Singles Top 100        | 37                |
| Szwecja          | Top 60 Singles         | 58                |

## Certyfikaty
| Państwo         | Certyfikat | Sprzedaż |
| --------------- | ---------- | -------- |
| Dania           | Złoto      | 45 000   |
| Nowa Zelandia   | Złoto      | 7500     |
| Wielka Brytania | Platyna    | 600 000  |

## Występy na żywo
W lipcu 2008 roku w ramach Channel 4 podczas imprezy „T4 on the Beach 2008” wykonał utwór. Basshunter w 2010 roku wykonał utwór w brytyjskim programie relity show Celebrity Big Brother. Basshunter pod koniec lipca 2010 roku wykonał utwór na żywo podczas imprezy "Radio Aire's Party In The Park 2010". 4 lipca 2010 roku w ramach Channel 4 na „T4 on the Beach 2010” ponownie wykonał ten utwór.